# ميخائيل هاربيسون
ميخائيل هاربيسون هو شخصية أعمال وسياسي أسترالي، ولد في 16 يونيو 1953. نشط حزبياً في حزب أستراليا الليبرالي (فرع جنوب أستراليا) ‏. وقد انتخب Lord Mayor of Adelaide ‏ وقد انضم خلال فترته النيابية (2003 – 2010) للكتلة البرلمانية حزب أستراليا الليبرالي (فرع جنوب أستراليا) ‏.